# Fiskmålla
Fiskmålla (Lipandra polysperma) är en ettårig växt i familjen amarantväxter, tidigare mållväxter. Den är ensam art i släktet Lipandra (fiskmållor). Arten beskrevs av Carl von Linné som Chenopodium polyspermum, och fick sitt nu gällande namn av S. Fuentes, Uotila och Borsch.

## Beskrivning
Stjälken är ofta rödaktig. Växten kan bli 80 cm hög. De nästan äggrunda bladskivorna blir upp mot 6 cm långa. Fiskmållan blommar på sensommaren och tidig höst. Blommorna sitter i småknottriga axliknande samlingar. Fröna är brunsvarta.

## Habitat
Fiskmålla är i Sverige ett ganska vanligt ogräs som kan påträffas i såväl rabatter, trädgårdsland, åkrar, avfallshögar och stränder. Den växer i södra Sverige och är som vanligast i Mälarlandskapen.

## Namn
Artepitetet polysperma betyder många frön. Det engelska namnet Many-seeded Goosefoot rimmar således väl med det vetenskapliga namnet.

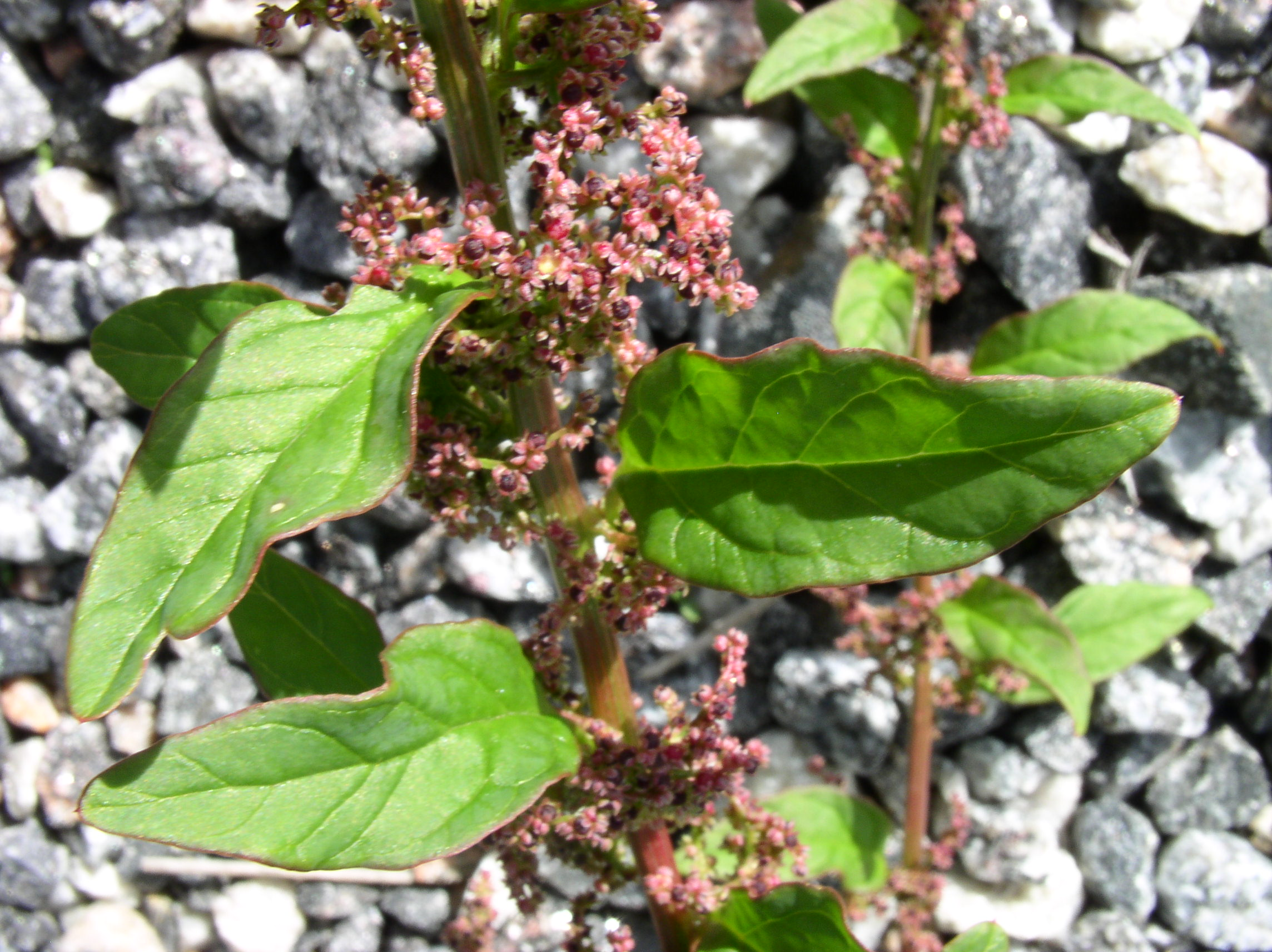
Närbild där de brunsvarta fröna framgår.